# Accident d'autocar a Sant Pol de Mar
L'accident d'autocar a Sant Pol de Mar fou un accident de trànsit que va ocórrer la matinada del 31 de juliol de 2009 a Sant Pol de Mar, prop de Barcelona. Sis turistes holandesos van morir a l'instant, i entre 36 i 44 van resultar il·lesos. Segons les investigacions fetes pels Mossos d'Esquadra, l'autobús va bolcar en xocar contra una tanca metàl·lica de seguretat a la vora esquerra de la sortida 117 (Sant Pol de Mar) de la C-32 en sentit Girona. Les causes del xoc es deuen a la velocitat del vehicle que circulava a 73 km/h en un tram limitat a 40. L'alta sinistralitat de l'accident rau en el fet que dels 67 passatgers, únicament 22 portaven el cinturó de seguretat.
L'accident fou cobert per nombroses cadenes de notícies arreu del planeta, per exemple: a Austràlia, Canadà, Xina, França, Índia, Irlanda, Sud-àfrica, Tailàndia, Emirats Àrabs Units, Regne Unit, entre d'altres.

## Ordre dels fets
L'autobús portava 65 turistes holandesos que havien visitat Barcelona durant el dia i es trobaven en el camí de tornada. No formaven part d'un viatge organitzat i s'allotjaven en hotels diferents. També hi viatjaven un guia holandès i un conductor espanyol. La resta d'informació sobre els turistes no se sap per raons de privacitat.

## Accident
L'accident va ocórrer quan l'autobús va sortir de la calçada en una corba mentre estava sortint de l'autopista, poc després de mitjanit. Els serveis d'urgències hi van arribar ràpidament. Els ferits foren repartits en vuit hospitals diferents de la zona.
No s'ha confirmat si tots els turistes eren holandesos. L'única persona definitivament no holandesa a l'autocar era el conductor espanyol, que va resultar greument ferit.

## Causa
La principal causa del xoc fou l'excés de velocitat del vehicle, que circulava a 73 km/h en un tram limitat a 40. Cal destacar que l'alta mortalitat del sinistre fou motivada en part perquè dels 67 passatgers únicament 22 portaven el cinturó de seguretat.
El director Pere Artau des de l'empresa d'autobusos Plenacosta va dir que el conductor portava treballant a la companyia més de setze anys i que va donar negatiu en el control d'alcoholèmia.